# Add már, uram, az esőt!
Az Add már, uram, az esőt az 1972-es Táncdalfesztivál győztes dala Kovács Kati és a Juventus együttes előadásában. Először kislemezen jelent meg, melynek B oldalán az Aranyhídon mentem c. dal található. Kovács Kati ezzel a dallal nyerte meg Drezdában a Nemzetközi Dalfesztivált is. Angol és német nyelven is megjelent, valamint több külföldi előadó is feldolgozta már.

## Dalok
|            | A                       | B                 |
| ---------- | ----------------------- | ----------------- |
| Dal        | Add már, uram, az esőt! | Aranyhídon mentem |
| Zeneszerző | Koncz Tibor             | Victor Máté       |
| Szövegíró  | Szenes Iván             | Huszár Erika      |
| Kísér      | Juventus együttes       | Non Stop együttes |
| Időtartam  | 2’53’’                  | 2’57’’            |

## Történet
A kislemez mindkét dala az 1972-es Táncdalfesztiválon hangzott el. A műsorról készült tv-felvételeket az archívumban letörölték.
Az Add már, uram az esőt! c. dal a fesztivál első díját nyerte el. Ugyanebben az évben a drezdai dalfesztiválon is első lett. Szenes Iván eredetileg az Esőváró címet adta neki, Koncz Tibor pedig táncdal stílusban képzelte el, a kísérő Juventus együttes megváltoztatta a címet, és rockos kíséretet készített.
A Magyar Televízió Iskolatelevízió című műsorának Világnézet című sorozatában A vallás című részben is látható a dal előadása.
A dal – bemutatása idején – épp forró, száraz időre hozott valódi országos esőzést.
A szerzemény szövege kapcsán volt egy vitája az eladó Kovács Katinak a szövegíró Szenes Ivánnal. Az énekesnőnek nem tetszett a „Bőg a sok állat eledel után” sorban a „bőg” szó. Kikötötte, csak úgy hajlandó fellépni a fesztiválon, ha a „bőg” ige helyett a „sír” szót énekelheti. Ám Szenes Iván meggyőzte énekest, hogy a tikkasztó szárazságban az állatok szenvedését a „bőg” szó adja vissza a legkifejezőbben, így a dal mégis az eredeti szöveggel készült el.
Christina Aguilera 2010-ben megjelent Woohoo című számának zenei alapja a dalból származó részletekből készült, dallama pedig kis változtatásokkal szinte azonos a dallal.
Kovács Kati a dalt főleg keletkezése idején énekelte önálló koncertjein, később több évtizeden át szinte egyáltalán nem, ha igen, akkor is rövidített változatban, vagy zenei egyvelegbe ágyazva. Majd 2008-ban a Művészetek Palotájában, és 2009-ben a Qualitons együttessel újra előadta, ettől kezdve ismét koncertjei állandó darabjává vált, az eredeti hangnemben, az eredeti középső improvizációs résszel együtt.

## Dalszöveg
Szomjas a föld és éhesek a fák 

Add már, Uram, az esőt! 

Sárga a zöld és száraz a világ 

Add már, Uram, az esőt! 

Kókad a búza, meghal a virág 

Add már, Uram, az esőt!
 
Hozd el a csúnya időt

Add már, Uram, az esőt!

Bámul az égre a fiú meg a lány

Add már, Uram, az esőt!

Bőg a sok állat eledel után

Add már, Uram, az esőt!

Könnyeik öntözik csak a legelőt

Add már, Uram, az esőt!

Fújd el a gonosz időt

Add már, Uram, az esőt!

Add már, óóóó, ah-ooh!

Add már, 

Add már,

Add már, 

Add már, add már, 

ohohohoho….

Ná-ná-ná-ná-ná…

Oh, oh

Szomjas a föld és alig-alig él

Add már, Uram, az esőt!

Roppan a fű és törik a levél

Add már, Uram, az esőt!

Ó, ha ez így megy, oda a kenyér

Add már, Uram, az esőt!

Enyhítsd meg a levegőt

Add már, Uram, az esőt!

Éjszínű felleget közelít a szél

Hoz már az Uram esőt!

Telnek a vödrök és csobog a remény

Ad már az Uram esőt!

Emberek éneke az egekig ér

Add már, Uram, az esőt!

Add már, Uram, az esőt!

Add már!

Uram!

Az esőt!

## Kiadások
Az Add már, uram, az esőt! c. dal megjelenései:

### Magyar nyelven
- 1972 Kovács Kati – Táncdalfesztivál '72 Add már, uram az esőt! / Aranyhídon mentem (kislemez)
- 1986 Kovács Kati – Kívánságműsor (nagylemez) B/4
- 1990 Kovács Kati – Szólj rám, ha hangosan énekelek (nagylemez)
- 2007 La Discoteque Psychedelique (Olaszország)
- 2008 Well Hung (Anglia)
- 2008 B-MUSIC – MIGRATING, CAUSTIC, MUTATABLE TOUR 7" EP 2 (Anglia)
- 2011 Kovács Kati - Átmentem a szivárvány alatt (album) (gyűjteményes BOX-SET negyedik albuma)

### Német nyelven
- 1973 Kovács Kati – Wind, komm, bring den Regen her (NDK-beli kislemez)
- 1974 Kovács Kati – Kati Kovács (német nyelvű nagylemez) – Wind, komm, bring den Regen her (németül) A/1 - NDK
- 2007 Kovács Kati – Die großen Erfolge (német nyelvű album) - (Németország)

### Angol nyelven
- 1996 Kovács Kati – Love Game / Vangelis 1492 (nagylemez) – angol nyelven

## Feldolgozások
- 1972 Valérie Čižmárová - Hluboké vody[5]
- 1972 Stúdió 11 – Add már, uram, az esőt! (Instrumentális változat)[6]
- 1973 Kovács Kati – Wind, komm, bring den Regen her (NDK)
- 1974 Marie Rottrová – On má (Csehszlovákia)
- 1996 Kovács Kati – The Wind is Blowing West (angol nyelven)
- 2010 Christina Aguilera - Woohoo
- 2010 Palya Bea
- 2012 Szirota Dzsenifer
- 2014 Kocsis Tibor
- 2019 Mogyoróssy Adrienn
- 2020 Nagy Ervin